# Moretta
Moretta (piemontesiska: Morëtta) är en ort och kommun i provinsen Cuneo i regionen Piemonte i Italien. Kommunen hade 4 082 invånare (2018).